# Luigi Tatti
Luigi Tatti (Como, 1º settembre 1808 – Montano Lucino, 14 ottobre 1881) è stato un ingegnere, architetto e teorico dell'architettura italiano.

## Biografia
Nato nell'allora Regno d'Italia napoleonico in famiglia agiata da Paolo e da Marta Martinez, fece i primi studi presso il Pontificio Collegio Gallio e nel Liceo locale per poi laurearsi in Matematica presso l'Università degli Studi di Pavia nell'anno 1829. Dopo avere concluso il praticantato presso lo Studio Perego di Milano, si trasferì a Roma per un biennio; rientrato a Como progettò il Cimitero Comunale della città. La sua carriera professionale comincia nel 1829 con la progettazione di un monumento per la Congregazione Municipale di Como. Nel 1835 è a Milano per collaborare con lo studio di Giacomo Tazzini.
Sempre nel 1835 il Tatti traduce e postilla l'opera di Edouard Biot, Manuel du constructeur de chemins de fer, in italiano L'architetto delle strade ferrate ovvero saggio sui principi generali dell'arte di formare le strade a ruotaje di ferro. che viene pubblicato nel 1837. Lo stesso anno viene assunto dall'ingegner Giovanni Milani che gli affida il tracciamento della tratta Chiari-Brescia della Imperial-Regia Privilegiata Strada Ferrata Ferdinandea Lombardo-Veneta.
Nel decennio '37-'47 alterna pubblicazioni erudite, apprezzate da personaggi in vista come Carlo Cattaneo, a lavori di secondo piano per privati e per le Pubbliche Costruzioni del comune, fino a quando nel '48 riceve l'incarico di arredare il palazzo Arcivescovile.
Alla fine dello stesso anno, perde il posto statale e la sua vita prende la via degli studi tecnici, approfondendo aspetti legati alla forma e al bello.
La sua esperienza troverà fortuna nel periodo post unitario, con molte commissioni per le realizzazioni di importanti opere infrastrutturali, soprattutto ferroviarie, in tutto il Paese da poco unito. Si segnalano le ferrovie del Tirolo e di Gorizia dal 1854 al 1860, lo studio al passo della Spluga nel 1861, la ferrovia Perugina, le linee Meridionali, il Canale Cavour e quello del Lago Maggiore dal 1861 al 1865. Quindi lo tennero occupato le ferrovie del Veneto, il Canale del Ledre nel Friuli, le ferrovie economiche della Valtellina e del Comasco, la linea d'accesso al Gottardo.
Promotore della ricostituzione del Collegio degli Ingegneri e Architetti di Milano è ricordato principalmente per le seguenti opere: Il cimitero di Como (1836-40), Villa Litta Modigliani a Tremezzo (1839), Casa Beretta a Milano (1840-45). Un importante progetto mai realizzato è quello per la chiesa del Santissimo Crocifisso di Como (1845), edificio per cui il Tatti ad ogni modo curò un sopralzo della navata.
Descritto dai suoi coevi come «d'aspetto maestoso e venerando; (...) d'ingegno meditativo, perspicace: di una operosità indefessa, di costumi severi e patriarcali, affabile nei modi, non molto verboso, ma ponderato nel discorso», il Tatti si spense dopo breve malattia a Montano Lucino il 14 ottobre 1881 e fu sepolto presso il Cimitero comunale di Como.

## Opere

Relazione dell'ingegnere Luigi Tatti sulla conveni (1868)

- Luigi Tatti, Proposta al Consiglio comunale di Milano per la sistemazione delle fogne nelle vie principali della parte centrale della città, [Milano].
- L'architetto delle strade ferrate ovvero saggio sui principi generali dell'arte di formare le strade a ruotaje di ferro di Eduardo Biot altro dei sovraintendenti all'esecuzione della strada ferrata da Santo Stefano a Lione. Recato in Italiano con note ed aggiunte dall'ingegnere Luigi Tatti unitavi una memoria di Davide Hansemann relativa ai rapporti politici ed economici di questa specie di strade; Milano, Angelo Monti, 1837.
- Luigi Tatti, Progetto di restaurazione dello emissario di Claudio e dello scolo del Fucino del commendatore Carlo Afan de Rivera, [Milano], [dall'I. R. Stamperia], [1837].
- Pensieri se la strada ferrata da Milano a Como convenga divergerla dalla retta per farla passare per Monza, Milano, Luigi Nervetti, 1838.
- Due parole intorno alle osservazioni sui gravissimi danni che avrebbe apportata una deviazione alla strada ferrata di Como, 1838.
- Luigi Tatti, «Chiesa della Beata Vergine presso san Satiro», con “Fascicolo” contenente nove tavole numerate dalla XLI alla XLIX, in Ferdinando Cassina (a cura di), Le fabbriche più cospicue di Milano [pubblicate per cura dell’incisore Ferdinando Cassina. Opera dedicata a S. A. I. il Serenessimo Arciduca Ranieri, Viceré del Regno Lombardo-Veneto], Milano, editore Domenico Pedrinelli contrada del Cappuccio n. 5433, 1844, [pag. 119 - 143]. L’autore è compreso nell’“Elenco de’ Signori Associati”, pubblicato alla fine del volume; sono gli abbonati alla pubblicazione periodica, qui raccolta in volume,  si tratta - tra gli altri - di quasi un centinaio di tecnici.
- Luigi Tatti, Della convenienza e del modo di condurre acque potabili e zampillanti in Milano, Milano, Tipografia di Giuseppe Redaelli, 1847.
- Il camposanto di Como - memoria apologetica dell'architetto Luigi Tatti, Milano, D. Salvi 1850.
- Luigi Tatti, Proposta di un nuovo modo di sistemazione dell'azienda d'acque e strade del regno lombardo-veneto, Milano, presso la Società degli editori degli Annali Universali delle Scienze e dell'Industria, 1850.
- Luigi Tatti, Esperimenti idrometrici, [Milano], [presso la Società degli editori degli Annali Universali delle scienze e dell'industria], [1852].
- I passaggi delle Alpi e la ferrovia del Brennero, Milano, Società per la pubbl. degli Annali univ. delle scienze e dell'industria, 1859.
- Proposta di una rete di congiunzione delle Ferrovie Lombarde e Piemontesi colla linea del Lucomagno, in Il Politecnico, volume 10, n. 60 Con tavola topografica, Milano, 1861.
- Alcuni quesiti da risolvere per la scelta della miglior linea ferrata a traverso le Alpi Elvetiche, 1861.
- Sulla questione del passaggio delle Alpi Elvetiche con una ferrovia, Milano, Agnelli, 1861.
- Altre parole sul passaggio delle Alpi Elvetiche, Milano, Daelli, 1861.
- Relazione dell'ingegnere Luigi Tatti al sindaco di Perugia, 1862.
- Prolungamento della ferrovia aretina per Perugia. Studio comparativo fra la linea del Trasimeno e quella di Val di Pierle Milano, Vallardi, (1862).
- Delle ferrovie insulari e specialmente delle sarde 1862.
- Il Septimer od il Lucomagno? Memoria Milano, Daelli e c., 1863.
- Luigi Tatti, Canali di irrigazione italiani-Rete lombarda, Milano, G. Daelli & C., 1864.
- Luigi Tatti, Canali di irrigazione italiani Rete lombarda. fre, Milan, G. Daelli & C., 1864.
- Progetto d'una ferrovia da Mestre a Trento per Bassano Milano, Tipografia Domenico Salvi e comp., 1864.
- Strada ferrata da Treviso per Feltre a Belluno: relazione alla Deputazione provinciale di Belluno, Belluno, Tipografia G. Deliberali, 1867.
- Luigi Tatti, Osservazioni alla relazione della Commissione provinciale per l'esame dei progetti per l'irrigazione dell'Alta Lombardia e proposta di un nuovo progetto, Milano, Amministrazione del Politecnico, 1867.
- Luigi Tatti, Nuove considerazioni e proposte sul progetto d'irrigazione dell'Alto Milanese, Milano, Amministrazione del Politecnico, 1867.
- Progetto di una ferrovia da Treviso per Feltre e Belluno, Belluno, Tipografia G. Deliberali, 1867.
- Sul completamento della rete ferroviaria nelle provincie venete e mantovana, Milano, Tipografia di Zanetti Francesco, 1868.
- La ferrovia del Brennero note dell'ingegnere Luigi Tatti, Firenze, Tipografia delle murate, 1868.
- Luigi Tatti, Relazione dell'ingegnere Luigi Tatti sulla convenienza della irrigazione della pianura friulana fra il Tagliamento ed il Torre colle acque del Ledra e del Tagliamento, Milano, Tipog. e litog. degli Ingegneri, 1868.
- Progetto di un canale da ricavarsi dal Ledra e dal Tagliamento per irrigazione e gli usi domestici, Milano, Tipografia e Litografia degli Ingegneri, 1869.
- Osservazioni al nuovo progetto di ferrovia dello Spluga presentato al Consiglio provinciale, Milano, E. Treves, 1870.
- Notizie sulle condizioni tecniche ed economiche delle progettate ferrovie della Pontebba e del Predil pel valico delle Alpi Giulie Milano, Tipografia e litografia degli Ingegneri, 1870.
- Nota sulle ferrovie complementari dal Veneto ai confini austriaciEstratto dalla Gazzetta di Venezia 243, 246 e 247; Milano, Tipografia e litografia degli ingegneri, 1872.
- La linea di congiunzione di Genova col Gottardo, Milano, E. Treves, 1873.
- Sulle proposte per liberare Roma dalle inondazioni, 1875.
- Luigi Tatti, Sulle proposte per liberare Roma dalle inondazioni, Milano, Stab. tip. della Perseveranza, 1876.
- Le linee italiane di raccordo al Gottardo, Milano, Stabilimento tipografico della Perseveranza, 1876.
- Intorno alla Ferrovia Treviso Belluno e Conegliano-Belluno, in Gazzetta di Venezia n. 17 del 18 gennaio 1877.
- Sul tema se convenga affidare l'esercizio delle Ferrovie in Italia al governo od a privati, Milano, Stabilimento tipografico della Perseveranza, 1878.
- Del concorso dello Stato nella spesa di costruzione delle ferrovie, Milano, Stabilimento tipografico della Perseveranza, 1878.
- Il Monteceneri davanti al Consiglio Prov. di Milano Milano, 1879.
- Luigi Tatti, Elia Lombardini, Milano, Tip. Bernardoni di C. Rebeschini e C., 1879.
- Luigi Tatti, Elia Lombardini, [Italia].
- Parallelo fra i progettati valichi alpini del Sempione e del Monte Bianco, Milano, Tipografia Bernardoni di C. Rebeschini e c., 1880.